# Вест Лебанон (Индијана)
Вест Лебанон (енгл. West Lebanon) град је у америчкој савезној држави Индијана.

## Демографија
По попису из 2010. године број становника је 723, што је 70 (-8,8%) становника мање него 2000. године.
| Група             | 2000.       | 2010.       |
| Белци             | 781 (98,5%) | 717 (99,2%) |
| Афроамериканци    | 0 (0,0%)    | 0 (0,0%)    |
| Азијати           | 1 (0,1%)    | 2 (0,3%)    |
| Хиспаноамериканци | 4 (0,5%)    | 1 (0,1%)    |
| Укупно            | 793         | 723         |